# Photobombing

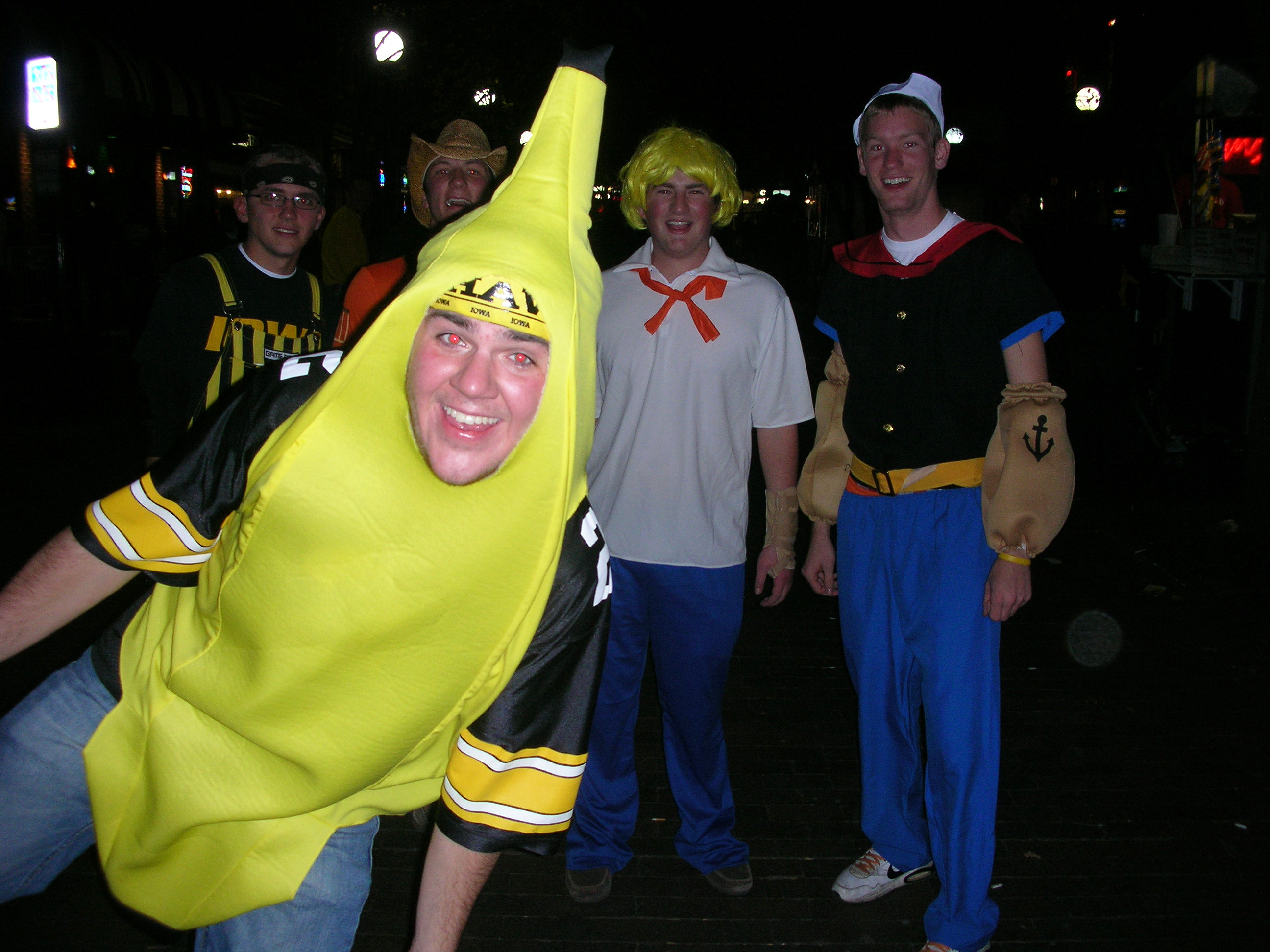
Esempio di photobombing come scherzo.

Per photobombing si intende l'atto di inserire se stessi all'interno di una fotografia, rovinandone il risultato. Nella maggior parte dei casi, viene utilizzato per indicare l'intenzionale apparizione sullo sfondo, al fine di giocare uno scherzo al fotografo o alle persone inquadrate nell'immagine; esempio classico è il "fare le corna" alle spalle di un ignaro soggetto ritratto in una foto.

## Origine e diffusione del termine
Il termine statunitense è stato coniato nel 2008, e trae origine dalla fusione delle parole foto (photo) e bombardamento (bombing), talvolta può anche assumere la funzione di descrivere animali o altri oggetti, che irrompono in via del tutto imprevedibile e casuale nel momento dello scatto, rovinando irrimediabilmente l'immagine.
La popolarità del termine è dovuta al crescente utilizzo di internet e la contestuale condivisione di immagini immortalate tramite smartphone dotati di fotocamere e altri dispositivi digitali. Le persone che compiono il photobombing vengono definiti photobomber.